# Notre agent de Harlem
Pour plus de détails, voir Fiche technique et Distribution.
Notre agent de Harlem (The Spook Who Sat by the Door) est un film américain réalisé par Ivan Dixon, sorti en 1973.

## Synopsis
Un homme parvient à se faire engager à la CIA dans le but d'utiliser les moyens de l'agence pour mener une révolution.

## Fiche technique
- Titre : Notre agent de Harlem
- Titre original : The Spook Who Sat by the Door
- Réalisation : Ivan Dixon
- Scénario : Melvin Clay et Sam Greenlee d'après son roman du même nom
- Musique : Herbie Hancock
- Photographie : Michel Hugo
- Montage : Michael Kahn et Thomas Penick
- Production : Ivan Dixon et Sam Greenlee
- Société de production : Bokari
- Société de distribution : United Artists (États-Unis)
- Pays de production :  États-Unis
- Genre : Action, drame et espionnage
- Durée : 102 minutes
- Dates de sortie : 
  - États-Unis : 21 septembre 1973
  - France : 23 décembre 1981

## Distribution
- Lawrence Cook : Dan Freeman
- Janet League : Joy
- Paula Kelly : Dahomey Queen
- J. A. Preston : Dawson
- Paul Butler : Do-Daddy Dean
- Don Blakely : Stud Davis
- David Lemieux : Pretty Willie
- Byron Morrow : le général
- Jack Aaron : Carstairs
- Joseph Mascolo : le sénateur Hennington
- Elaine Aiken : Mme. Hennington
- Beverly Gill : Willa
- Bob Hill : Calhoun
- Martin Golar : Perkins
- Kathy Berk : Doris
- Harold Johnson : Jackson
- Anthony Ray : Shorty
- Audrey Stevenson : Mme. Duncan
- John Charles : Stew
- Ponciano Olayta Jr. : M. Soo

## Distincions
Le film est inscrit au National Film Registry.